# Jana Bitsch
Pour les articles homonymes, voir Bitsch.
Jana Bitsch est une karatéka allemande née le 1er décembre 1990. Elle a remporté une médaille de bronze en kumite moins de 55 kg aux championnats du monde de karaté 2014 à Brême après avoir remporté la médaille d'argent dans la même catégorie aux championnats d'Europe de karaté 2012 à Adeje. Elle est médaillée d'argent en moins de 55 kg aux Championnats du monde de karaté 2018 à Madrid.
Elle est médaillée de bronze par équipes aux Championnats d'Europe de karaté 2019 à Guadalajara.